# نيك كاتون
نيكولاس كاتوني (بالإنجليزية: Nicholas Catone؛ مواليد 1 سبتمبر 1981) هو مُقاتل فنون قتالية مختلطة أمريكي مُعتزل.

## وصلات خارجية
- نيك كاتون على موقع شيردوغ (الإنجليزية)
- نيك كاتون على موقع IMDb (الإنجليزية)